# Salon européen de l'éducation
Le Salon européen de l'éducation est une exposition destinée au monde de l'éducation qui se déroule à Paris chaque année depuis 1999. Le salon est organisé par la Ligue de l'enseignement et il rassemble les étudiants et les professionnels de l'éducation pendant 4 jours chaque mois de novembre.
Le salon est constitué de plusieurs composantes, notamment :
- Le Carré éducatif,
- Éducatec-Éducatice, salon professionnel,
- La Cité de l'éducation (lieu de débats, concept abandonné depuis 2013 au profit du Carré éducatif, plus modeste)
- Un Salon de l'Étudiant,
- L'Aventure des métiers,
- Le Salon de l'orientation Onisep.

## Historique des éditions
540 000 visiteurs ont été accueillis par 2 000 exposants en 2010.
Selon les organisateurs, le Salon européen de l’éducation a eu en 2014 une fréquentation en hausse, avec près de 600 000 visiteurs.

### Thème annuel
- 2012 : L’éducation à l’environnement et au développement durable
- 2013 : L'égalité "femmes-hommes"[4].
- 2014 : Les enjeux de l’enseignement professionnel, l’alternance et l’apprentissage[7].

## Galerie

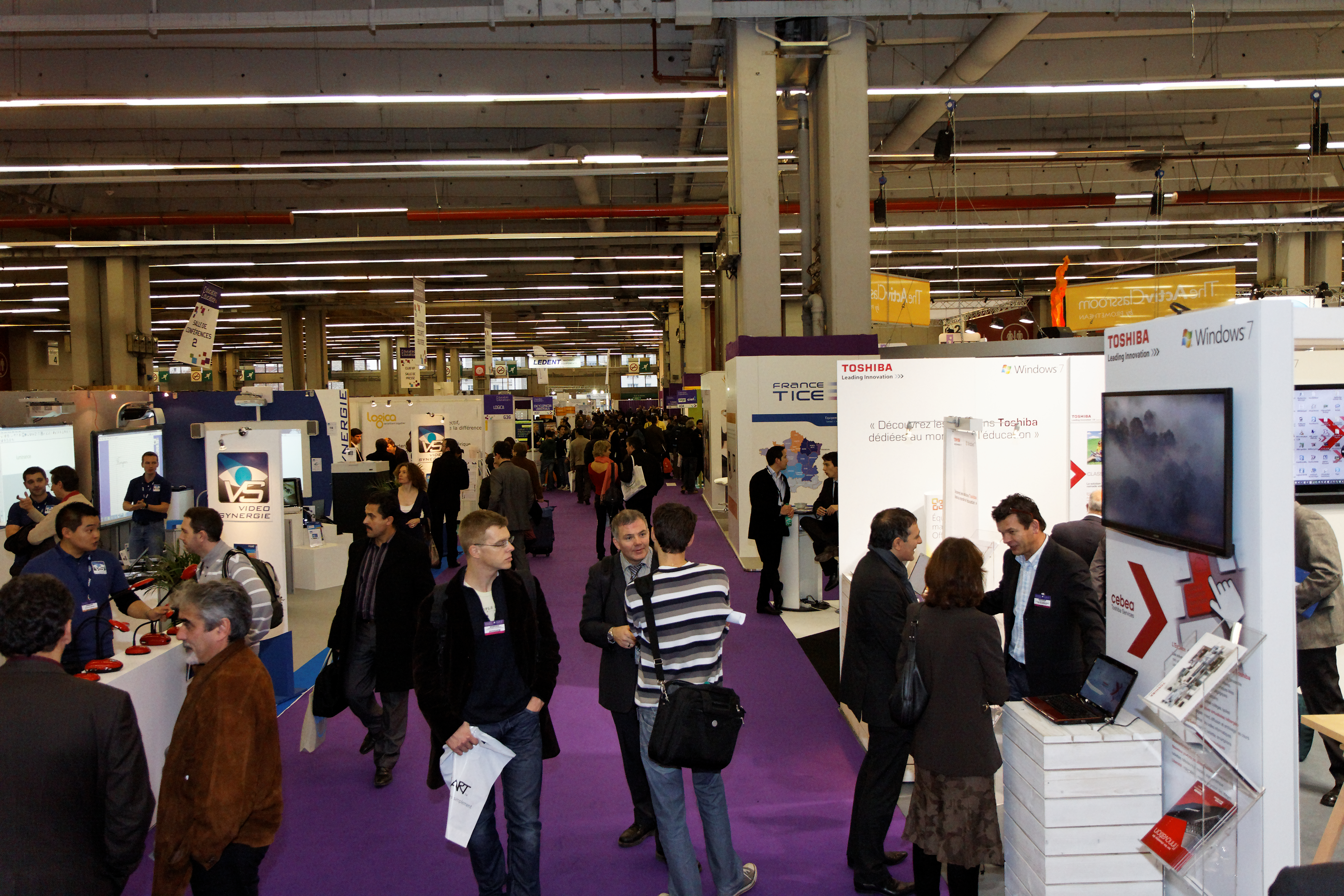
Stands en 2011
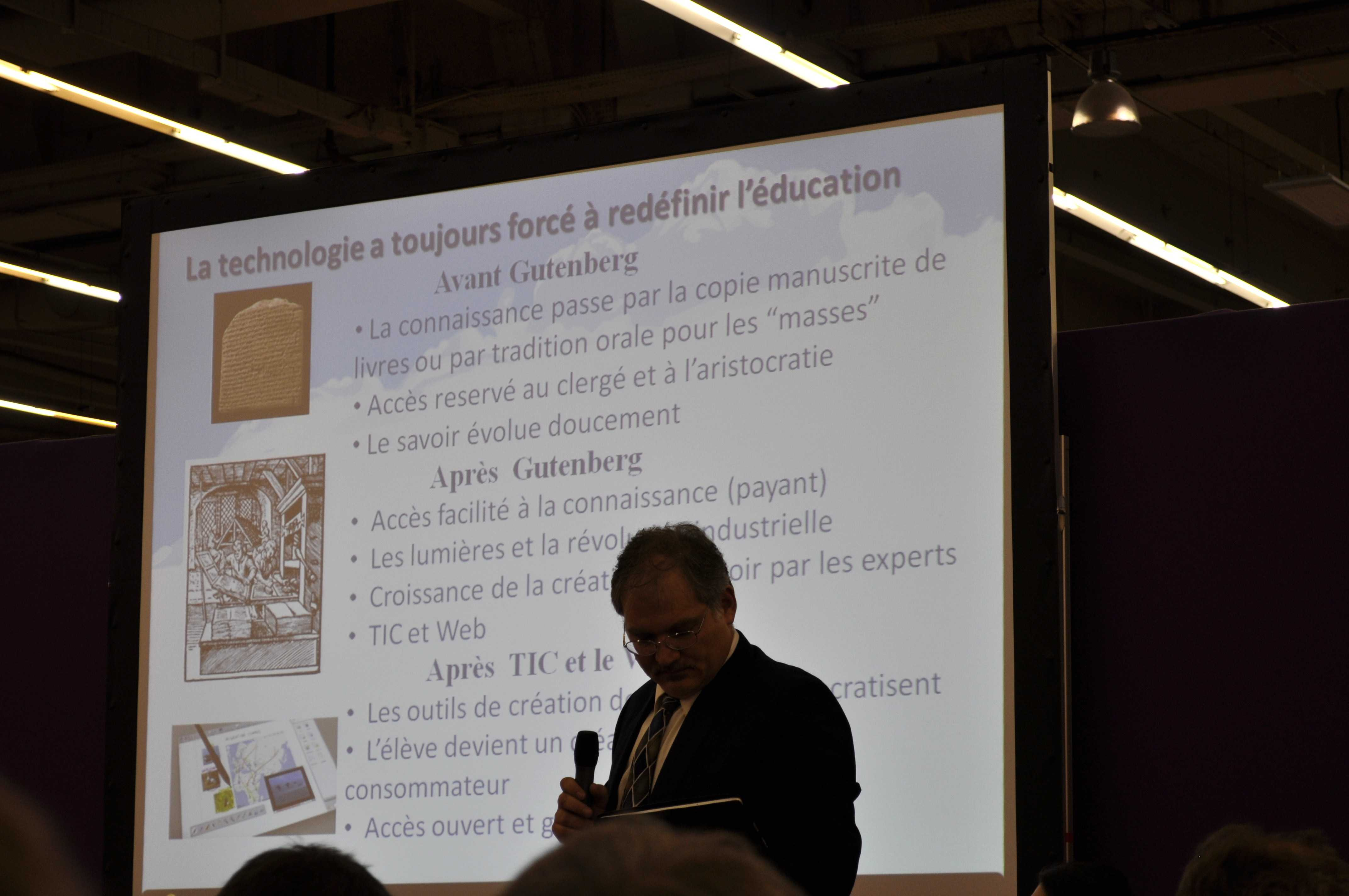
Joshua Marks lors d'une conférence
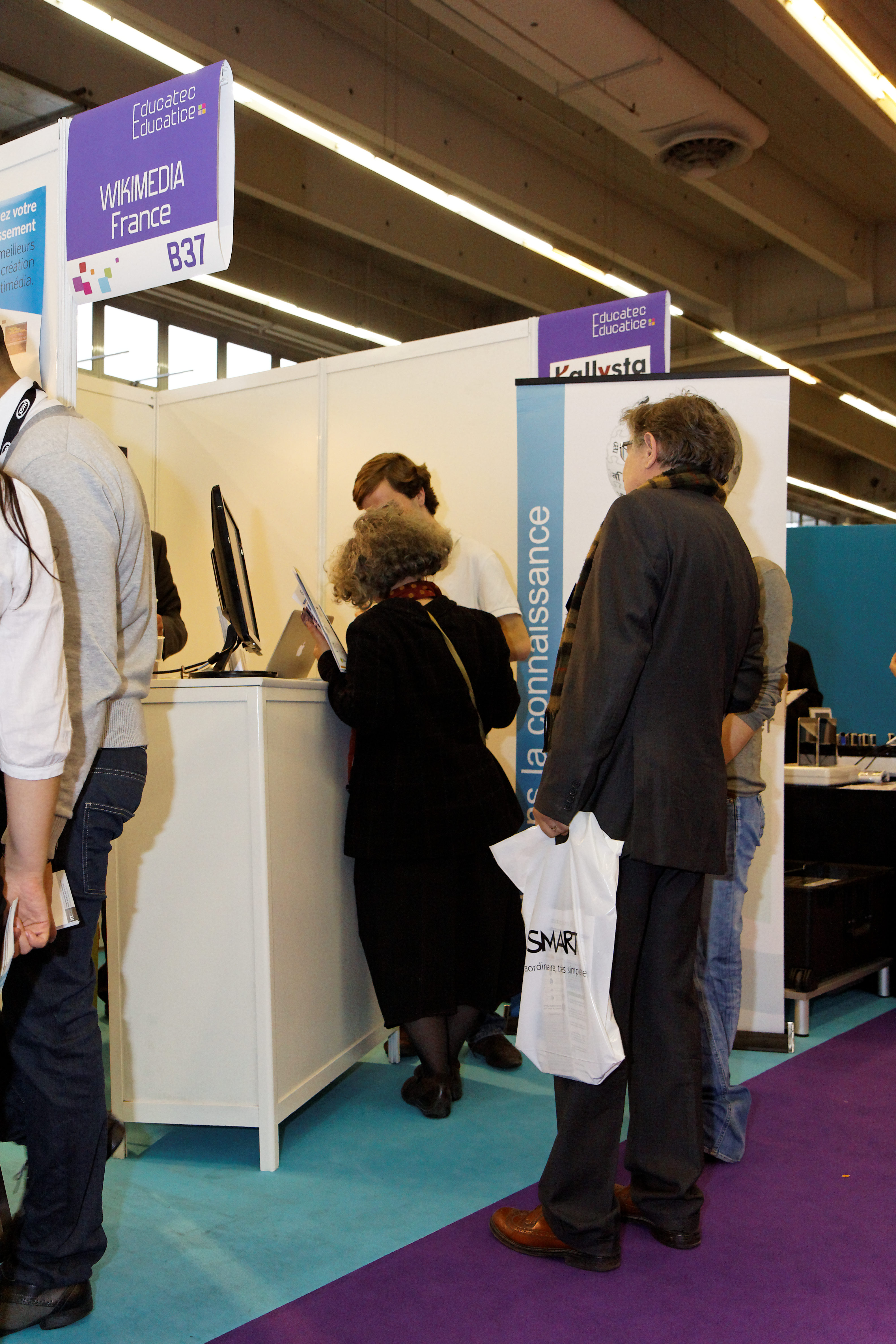
Stand de Wikimédia France lors du Salon 2011